# 奥诺马尔库斯
奥诺马尔库斯（英語：Onomarchus），（？—前352年）。古希腊军事将领，曾經率领军队在古希腊第三次神圣战争期间与马其顿国王腓力二世交战于克罗库斯平原。该战役前，他数次与马其顿人交锋，后來回师色萨利，试图保持有利地位，惟在该战役中为腓力二世所击败，他为马其顿人所俘获及处死。